# Sibylla Schuster
Sibylla Schuster (geborene Neuthard; * 5. Februar 1639 in Memmingen; † 19. Mai 1685 in Deiningen) war eine Schriftstellerin und Dichterin in der Barockzeit.

## Leben
Sibylla Neuthard wurde in der oberschwäbischen Reichsstadt Memmingen als Tochter des Goldschmiedes und Siegelschneiders Hans Jakob Neuthard geboren. Ihre Mutter Regina war die Tochter des Peter Funk, des evangelischen Pfarrers der Kirche Unser Frauen zu Memmingen. Ihre Taufpaten waren Junker Tobias Albrecht, Kriegs- und Geheimrat in Memmingen und die Jungfrau Susanna Funkin. Sie war das erste von elf Kindern. Bereits im Kleinkindalter wurde sie in den Haushalt der Großeltern gegeben. Es wird davon ausgegangen, dass sich Sibylla vor allem durch die große Bibliothek des Großvaters ihr Wissen aneignen konnte. Bereits in der Schulzeit fiel sie den Lehrern durch ihr „vortreffliches Gedächtnis“ und ihren „tiefsinnigen Verstand“ auf. Ihren damaligen Schulvisitator M. Christopherus Mack den Älteren erstaunte die Achtjährige, dass sie sogar die Sonntagspredigt auswendig aufsagen konnte. Um die anderen Schüler ebenfalls anzuspornen, beschenkte er sie mehrmals.
Nachdem die Großeltern verstorben waren, lebte Sibylla Neuthard kurze Zeit wieder bei der Mutter, die ihr das Leben der damaligen Frau näher brachte. In ihrem Lebenslauf ist dazu vermerkt: „zur Häuslichen Arbeit, spinnen, nähen und wirken angewöhnet, darinnen Sie auch eine gute Fertigkeit erlangt hat“. Anstatt sich mit den Jugendlichen ihres Alters abzugeben, las sie lieber in der Bibel und anderen erbaulichen weltlichen und geistigen Büchern. Nachdem die Mutter kurz darauf gestorben war, lebte sie zwölf Jahre bei ihrer Tante. In deren Wirtschaft verwaltete sie den Keller und führte die Rechnung. Nachdem 1668 der Ehemann der Tante gestorben war, wurde dessen Konzession für die Wirtschaft eingezogen. Die 29-jährige Sibylla zog daraufhin zu ihrer verwitweten Cousine, bei der sie sich mit Silber- und Seidensticken, Teppichnähen und anderen Kunstarbeiten beschäftigte.
Sibylla Neuthard heiratete erst mit 39 Jahren, 1678, den zehn Jahre jüngeren Pfarrer Michael Schuster (1649–1693), den Sohn des Memminger Pfarrers Daniel Schuster. Ihr Mann teilte mit ihr die Leidenschaft für die deutsche Dichtkunst. Er liebte sie schon seit Langem, denn schon 1668 hatte er ihr sein Mischspiel Bestraffte Verleumdung und Belohnte Gottesfurcht gewidmet. Nach der Heirat zog das Ehepaar nach Heroldingen, da Michael Schuster dort eine Pfarrerstelle erhielt. Die Ehe soll glücklich gewesen sein. In Heroldingen hatten beide auch die Möglichkeit, sich ihrer Neigung zur Dichtkunst hinzugeben. In der Oetingischen Blumengesellschaft (auch Oettinger Blumengenossen genannt), die das geistige und kulturelle Zentrum am Hof vom Fürsten Albrecht Ernst I. zu Oettingen-Oettingen bildete, konnten sie sich einbringen. Der Zirkel bestand außer dem Fürsten hauptsächlich aus reformierten Geistlichen und Lehrern und befasste sich mit der Pflege der Dichtung. Zu den Mitgliedern zählte auch Agnes Heinold, die ihr ein Ehrengedicht widmete.
Das Ehepaar Schuster hatte zwei Kinder. Nach langer Krankheit verstarb Sibylla Schuster im Alter von 46 Jahren. Die Leichenrede, bei der Beerdigung, die am 21. Mai stattfand, hielt Johann Andreas Müntscher, der Pfarrer in Grosselfingen. Wenige Tage danach ist sie als Druckschrift in Oettingen erschienen.

## Werke
- Verkehrter, Bekehrter und wider bethörter Ophiletes, Trauerspiel, Oettingen : Rolk 1685 (nach dem Tode der Verfasserin von ihrem Mann herausgegeben) (OCLC 974846315).
- Freuden-Gespräch der Nekker-Nymphen mit denen Wernitz- und Eger-Göttinnen, Uber die Hoch-Fürstliche Oettingische Glücklichst vollzogene Vermählung, S. L., [1665] (OCLC 631627620).
- Klag- und Bet-Lied über den Cometen
- Ein Nymphengedicht

### Anlässlich ihres Todes erschienene Schrift mit Beiträgen mehrerer Personen
- Eine Angst- Trost- und Betrübnus- Erquickungs-volle Seele/ Aus denen Davidischen Worten: Was betrübst du dich/ meine Seele! [et]c. Psalm XLII. 12. Bey Volk-reicher Beerdigung Am 21. May dises 1685sten Jahrs/ Der weiland Groß-Ehrn mit Kunst und Tugend hoch-begabten Frauen Sibyllen Schusterin/ gebornen Neutardin/ Deß … Herrn M. Michael Schusters/ Hoch-Fürstl. Oettingis. Vormundschafftlichen treu-eiferigen Pfarrers zu Deiningen und Zimmer. Ehe-Liebsten, Oettingen : Rolk 1685 (OCLC 836616300).